# 天の鷹
『天の鷹』（Sky Hawk）は、漫画家谷口ジローが描いた漫画である。双葉社「漫画アクション」に不定期連載された。19世紀のアメリカ西部を舞台に2人の元侍がインディアン達と共にインディアンの土地をめぐってアメリカ政府と戦う内容である。

## ストーリー
明治初頭、元会津藩士のサムライだった、相馬彦三郎と四方津万蔵の2人の日本人は会津の戦に敗れ、故郷を追われる。新天地としてアメリカへ渡った。1871年（明治4年）アメリカはワイオミング準州ビッグホーン山脈の麓で2人は暮らしていたが、白人から逃げて来た1人のインディアン女性“飛ぶ鹿”を助け、そしてオグララ・スー族の戦士クレイジー・ホースと運命的な出会いをする。そして2人は助けた“飛ぶ鹿”と共にオグララ・スー族の中で暮らすようになり、日本の武術の数々を教える日々が続いていたが、2人はスー族の戦士として先住民の土地と自由をめぐるアメリカ政府との長く激しい戦いに巻き込まれる事になる。

## 登場人物
相馬彦三郎
32歳の元会津藩士の侍。通称ヒコ。武士の魂を異国で伝える。相棒の万蔵と共にアメリカに渡り、オグララ・スー族の戦士として生きる決意をする。相馬彦三郎の名を捨て、ダコタ・スー族の精霊ワカン・ダンカ（天地創造の偉大な力）により天の鷹（スカイ・ホーク）と名付づけられた。
四方津万蔵
29歳の元会津藩士の侍。通称マンゾウ。柔術などの武術に優れる。会津の戦いに敗れた後、彦三郎と共にアメリカに渡り、後に彦三郎と共に、オグララ・スー族の戦士として生きる決意をする。ダコタ・スー族の精霊ワカン・ダンカ（天地創造の偉大な力）により、風の狼（ウィンズ・ウルフ）と名付づけられた。
クレイジー・ホース
オグララ・スー族の戦士。実在する人物である。オグララ・スー族を率い侵略者の白人達と闘う。リトルビッグホーンの戦いでカスター大佐率いる第7騎兵隊に勝った事で有名であるが、1877年に降伏し保留地で死んだ。本作ではヒコとマンゾウと出会い、親交を深めて日本の武術を教わった。
ランニング・ディア（飛ぶ鹿）
ヒコとマンゾウが助けたインディアン女性。白人の兵隊と闘い敗れた、サン・アーク・スー族の出身で、戦死した夫の子供を身ごもっていたが、保留地への移動中、交易所の商人に買われ、雑役に使われていたが。しかし、お腹にいる生まれてくる子供のために逃げ、ヒコとマンゾウが住む小屋の近くの森で女の子の赤ん坊を出産し倒れているところをヒコに助けられた。ヒコ達と共にオグララ・スー族と暮らしていたが、ある日、白人に襲われ死亡。赤ん坊の名はヒコによりサクラと命名された。
サクラ
ランニング・ディア（飛ぶ鹿）が生んだ娘。名前のサクラはヒコにより日本の花桜からとりサクラと名付けられた。母親の死後から数十年後、カナダの国境近くワシントン州オカノガンのインディアン保留地で日本人の写真家フランク・マツウラにより、大人に成長したサクラの肖像写真が撮られた。
ジョージ・アームストロング・カスター
実在する人物で、第7騎兵隊を指揮し、スー族と戦ったアメリカ軍の大尉。リトルビッグホーンの戦いに敗れ死亡した。
サザン・シャイアン族の虐殺のスター･チーフであり、戦いを恐れず部下の命も顧みないこの男を、スー族は畏れと憎しみを込めて“パフスカ”（長い髪、ロングヘアー）と呼んだ。
ビッグ・ベア
スー族の敵である、クロウ族の戦士。ヒコのライバルである。リトルビッグホーンの戦いでヒコと対決したが敗れた。